# Caramoan
Caramoan ist eine philippinische Stadtgemeinde in der Provinz Camarines Sur, in der Verwaltungsregion V, Bicol. Sie hat 47.605 Einwohner (Zensus 1. August 2015), die in 49 Barangays lebten. Sie liegt auf der Caramoan-Halbinsel, ihre Nachbargemeinden sind Garchitorena und Presentacion im Westen. Im Osten liegt die Inselprovinz Catanduanes. Im Norden grenzt die Gemeinde an die Philippinensee, an dieser liegt der Caramoan-Nationalpark, und im Südosten an den Golf von Lagonoy. 
Zur Gemeinde gehören die Inseln Lahuy-, Basot-, Basog-, Bagieng- und Lucsuhin Island.

## Barangays
| - Agaas - Antolon - Bacgong - Bahay - Bikal - Binanuahan (Pob.) - Cabacongan - Cadong - Colongcogong - Canatuan - Caputatan - Gogon - Daraga - Gata - Gibgos - Guijalo | - Hanopol - Hanoy - Haponan - Ilawod - Ili-Centro (Pob.) - Lidong - Lubas - Malabog - Maligaya - Mampirao - Mandiclum - Maqueda - Minalaba - Oring - Oroc-Osoc - Pagolinan - Pandanan | - Paniman - Patag-Belen - Pili-Centro - Pili-Tabiguian - Poloan - Salvacion - San Roque - San Vicente - Sta. Cruz - Solnopan - Tabgon - Tabiguian - Tabog - Tawog (Pob.) - Toboan - Terogo |